# Усохская волость
Усо́хская волость — административно-территориальная единица в составе Трубчевского уезда.
Административный центр — село Усох.

## История
Волость была образована в ходе реформы 1861 года; являлась наименьшей по площади в уезде.
В мае 1924 года, с расформированием Трубчевского уезда, Усохская волость также была упразднена, а её территория передана в Почепский уезд и разделена между новообразованными Трубчевской и Плюсковской волостями.
Ныне вся территория бывшей Усохской волости входит в Трубчевский район Брянской области.

## Административное деление
В 1920 году в состав Усохской волости входили следующие сельсоветы: Аннинский, Арельский, Белиловский, Белоголовичский, Верхненовосельский, Глинский, Гнилёвский, Горошковский, Дольский, Дятьковичский, Комягинский, Остролуцкий, Радинский, Радутинский, Радчинский, Рожокский, Слободской, Субботовский, Усохский, Шилинский.